# Haplothrips preeri
Haplothrips preeri är en insektsart som beskrevs av Ian A. Hood 1939. Haplothrips preeri ingår i släktet Haplothrips och familjen rörtripsar. Inga underarter finns listade i Catalogue of Life.